# Totaler Krieg

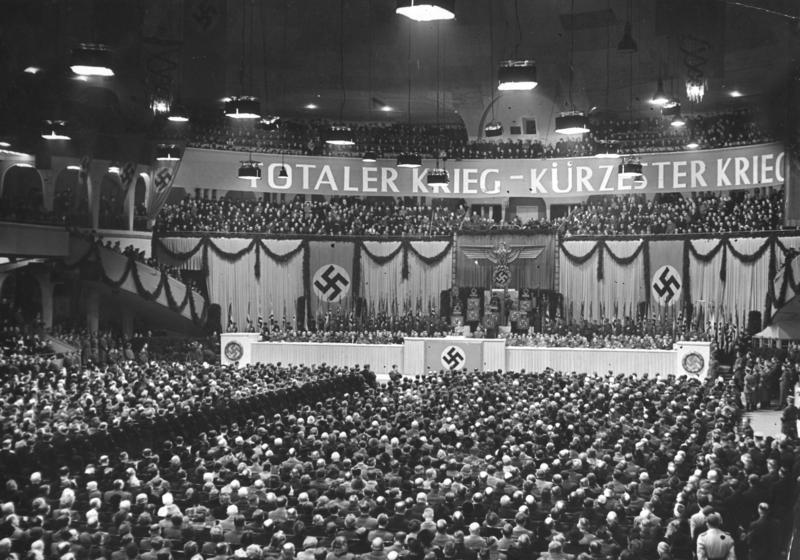
Berlin, Großkundgebung im Sportpalast, Goebbels, 18. Februar, 1943, mit der Losung „Totaler Krieg - Kürzester Krieg“

Als Totaler Krieg wird eine Art der Kriegsführung bezeichnet, bei der die gesellschaftlichen Ressourcen umfassend für den Krieg in Anspruch genommen werden, insbesondere für eine industrialisierte Kriegsführung. Weit verbreitet wurde der Ausdruck im Zweiten Weltkrieg, als er von Joseph Goebbels am 18. Februar 1943 während der Sportpalastrede im Berliner Sportpalast unter der Losung „Totaler Krieg - Kürzester Krieg“ gebraucht wurde:

„Drittens: Die Engländer behaupten, das deutsche Volk hat keine Lust mehr, sich der überhand nehmenden Kriegsarbeit, die die Regierung von ihm fordert, zu unterziehen. Ich frage euch: Seid ihr und ist das deutsche Volk entschlossen, wenn der Führer es befiehlt, zehn, zwölf, und wenn nötig vierzehn und sechzehn Stunden täglich zu arbeiten und das Letzte herzugeben für den Sieg?
Viertens: Die Engländer behaupten, das deutsche Volk wehrt sich gegen die totalen Kriegsmaßnahmen der Regierung. Es will nicht den totalen Krieg, sagen die Engländer, sondern die Kapitulation. (Zurufe: Niemals! Niemals! Niemals!) Ich frage euch: Wollt ihr den totalen Krieg?“

## Begriffsentwicklung

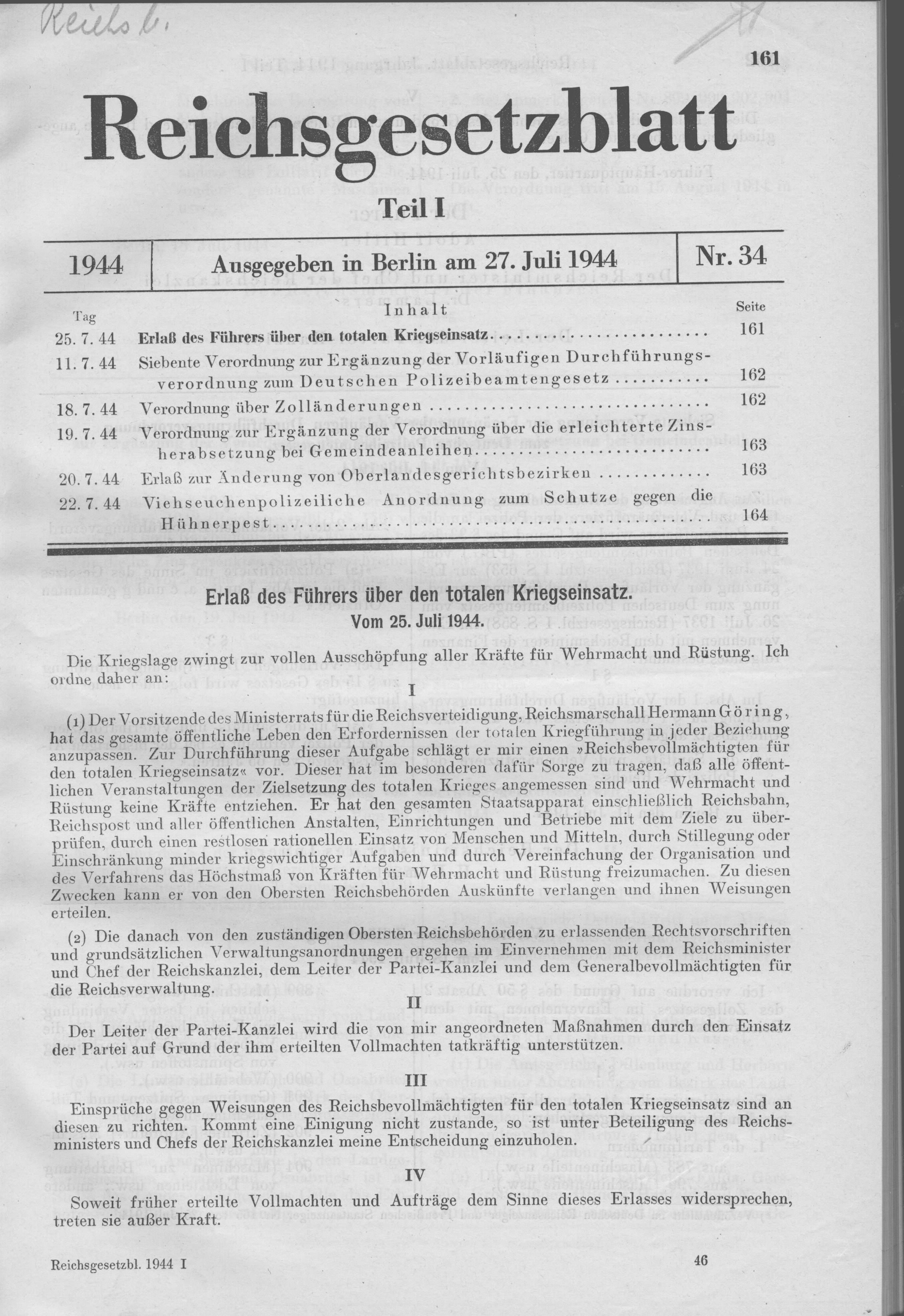
Hitlers Erlass über den totalen Kriegseinsatz vom 25. Juli 1944

Die erste Nennung des Begriffes „totaler Krieg“ ist in den 1770er Jahren (wohl 1778) belegt bei Georg Christoph Lichtenberg. Bei Durchsicht seiner Materialsammlung zu einem beabsichtigten Orbis Pictus (einer Beschreibung von Alltagsgebräuchen und -gegenständen) war ihm aufgefallen, dass die Bedienten das Wort „total“ häufig in falschem Zusammenhang gebrauchten. Als Beispiel nennt er u. a. „totaler Krieg“. Der Ausdruck stammt also möglicherweise aus der Alltagssprache des einfachen Volkes im 18. Jahrhundert.
Der preußische Militärtheoretiker Carl von Clausewitz prägte den Begriff des „absoluten Krieges“ als Denkmodell, im Gegensatz zum Erfahrungsmodell des „wirklichen Krieges“. Clausewitz bezieht sich auf den Krieg zwischen Streitkräften und betonte, dass der Krieg von sich aus keine Mäßigung kenne. Die Dynamik kriegerischer Gewalt werde nur von politischen und gesellschaftlichen Momenten eingeschränkt.
Der französische Journalist Léon Daudet schrieb am 9. Februar 1916 vom „totalen Krieg“, nachdem in Paris 26 Menschen durch Bombenabwürfe eines deutschen Zeppelins gestorben waren. Danach wurden Schutzbunker in Metrostationen gebaut. Daudet trug später auch mit seinem Buch La guerre totale zur Begriffsprägung bei. 1924 verwies Paul Levi auf jüngste Entwicklungen in Deutschland und Frankreich. Nachdem es General Charles Nollet nicht gelungen sei, entsprechend dem Versailler Vertrag „Deutschland zu entwaffnen“, sah er „die kleine erlaubte deutsche Armee sich in eine Rahmenarmee umwandeln. Er konnte nichts dagegen tun. Er sah wie unter den verschiedensten Vorwänden junge Deutsche ihre körperliche Ausbildung betrieben … Er sah alle wissenschaftlichen und industriellen Kräfte sich verständigen im Hinblick auf einen kommenden Krieg. Er konnte nichts dagegen tun. Er fing an nachzudenken, wie man rüsten könne gegen eine solche Abrüstung.“ Levi sah auf französischer Seite folgende Konsequenzen:

„Die Franzosen haben ihre Konzeption des kommenden Krieges zu erkennen gegeben: nicht mehr der Weltkrieg, der geographisch die Welt erfaßt, sondern der Krieg, der alle Zweige menschlichen und staatlichen Seins an sich reißt: die militärischen Organisationen, die Industrie, die Finanzen, die chemische, bakteriologische, die medizinische Wissenschaft, die Kirche, die innere Politik, die landwirtschaftliche Produktion – alles erfaßt vom einen Kriegsgott. Die Franzosen haben für diese neue Form des Krieges das neue Wort schon gefunden: ‚la guerre totale‘“

Der Begriff des totalen Krieges wurde nach dem Ersten Weltkrieg von Erich Ludendorff verwendet, er bezeichnet darin den Vorrang des Krieges vor der Politik. Ludendorff zieht in seinem Buch Der totale Krieg den Schluss, dass die „seelische Geschlossenheit“ des Volkes ein kriegsentscheidender Faktor ist. Aus diesem Grund müsse alles geschehen, damit diese Geschlossenheit erreicht und erhalten werden kann. Dazu gehöre, das Volk über den Sinn und Zweck des Krieges aufzuklären. Gegenüber Kriegsgegnern, die die Einheit und Geschlossenheit in Frage stellen können, könnten Maßnahmen wie Schutzhaft notwendig sein. Als Kriegsgegner wurden von Ludendorff das Judentum, die katholische Kirche und die Sozialisten benannt. Das Buch wurde auch ins Japanische übersetzt sowie 1937 von Zhang Junmai ins Chinesische.
Ödon von Horváth verwendete den Begriff "Der totale Krieg" als eine der Überschriften in seinem Werk "Jugend ohne Gott", welches im Jahr 1937 erschien.
Wilhelm Emil Mühlmann schrieb 1940, die „Extremform des Krieges (sei) nicht etwa durch besondere Blutigkeit gekennzeichnet, sondern durch besonders planvollen, totalen Einsatz aller geistigen, wirtschaftlichen und technischen Machtmittel …“ Nach dem Zweiten Weltkrieg wurde Mühlmann Pazifist.
Eine Untersuchung von 11 deutschen Militärfachzeitschriften in der Zwischenkriegszeit durch Markus Pöhlmann ergab, dass der Begriff des Totalen Krieges der eigentlichen Konzeptualisierung hinterherhinkte. Nach dem Ersten Weltkrieg rekurrierten die Autoren noch auf den Begriff des Volkskrieges, der Paraphrasierung als „Kampf auf Leben und Tod“ oder des „absoluten Krieges“. 1936 setzte dann eine explosionsartige Verwendung des Schlagwortes ein, auch in abgewandelter Form als „Totalität des Krieges“, „totalitärer Charakter des Krieges“ oder „totaler Lebenskampf“.

### Kennzeichen
Der totale Krieg enthält folgende ihn kennzeichnende Elemente:
- totale Mobilisierung: Freisetzung zusätzlicher Kräfte für die Front (Frauen übernehmen z. B. Arbeiten der Männer), Verstärkung der Rüstungsanstrengungen
- totale Kontrolle: Gleichschaltung des Volkswillens, Propaganda
- totale Methoden: Verknüpfung von verschiedenen Waffentechniken und -systemen, Missachtung internationaler Konventionen
- totale Kriegsziele: totale militärische Unterwerfung der Gegner, totale politische Entmachtung der Gegner.[13]

### Nationalsozialismus

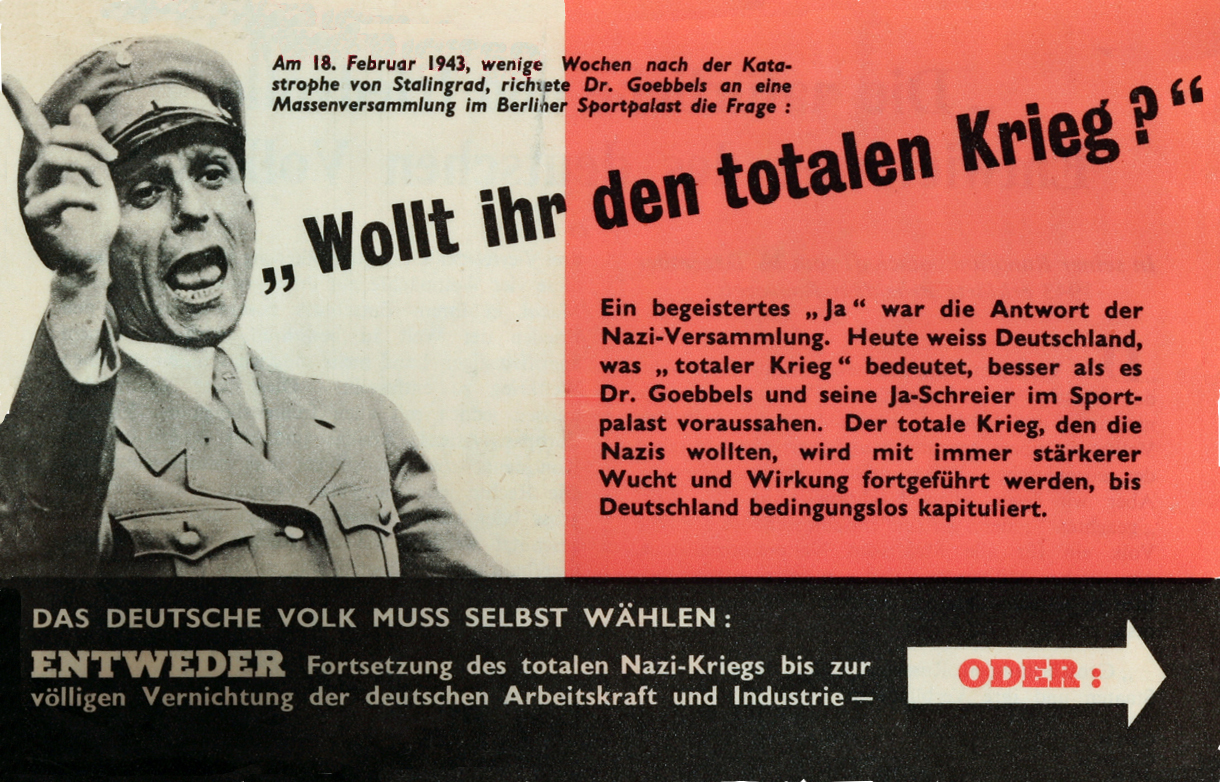
Amerikanische Gegenpropaganda

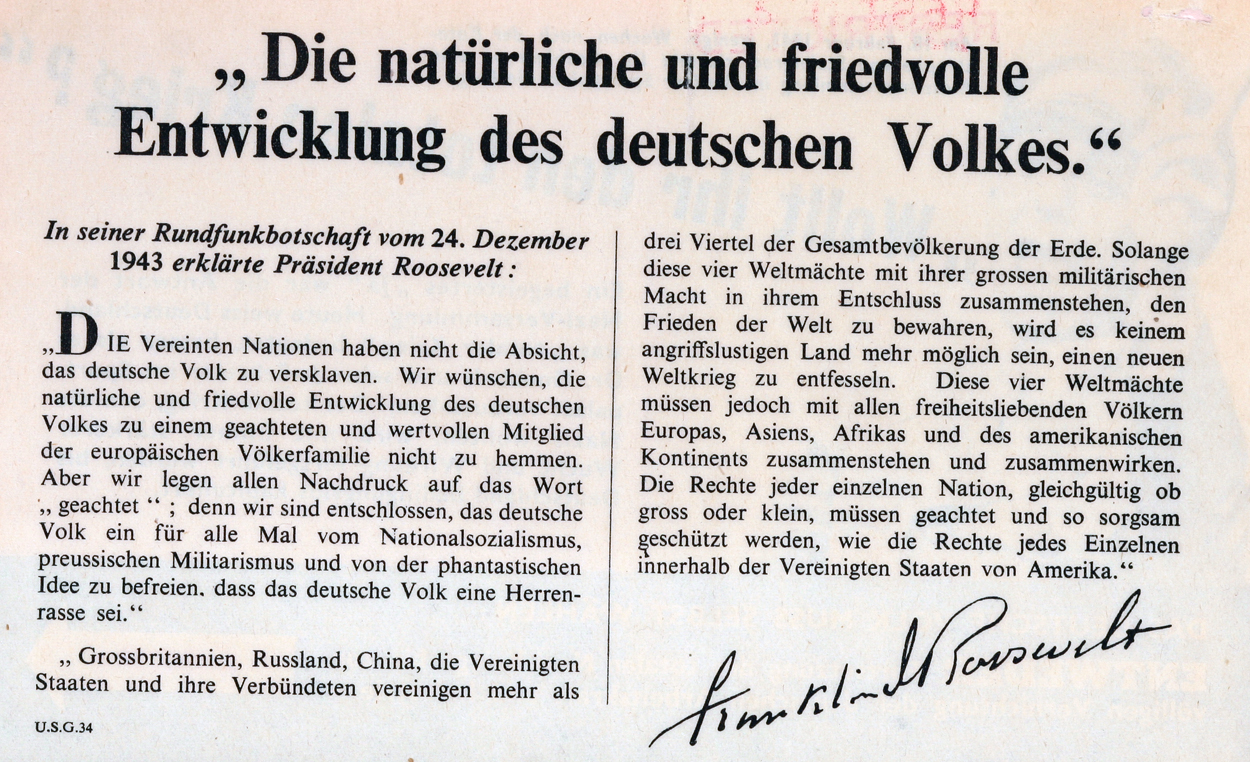
Rückseite

In der von den Nationalsozialisten verwendeten Bedeutung ist der „totale Krieg“ eine Kriegsführung, in deren Verlauf alle verfügbaren Ressourcen genutzt werden. In einer Schrift aus dem Jahre 1937 beschreibt der spätere Generalfeldmarschall Ernst Busch den Krieg der Zukunft als totalen Krieg. Hierbei wird die Unterscheidung zwischen Heimat und Front aufgehoben (Heimatfront). Die gesamten Produktionsmittel und die gesamte Arbeitskraft der Zivilbevölkerung werden ein Bestandteil des Kriegsapparates. Diese Anstrengungen sollen dem eigentlichen Ziel, nämlich der Vernichtung des Gegners, dienen.
So wurde eine Dienstverpflichtung für „Aufgaben der Reichsverteidigung“ eingeführt, die Männer vom 16. bis zum 65. Lebensjahr und Frauen vom 17. bis zum 45. Lebensjahr einschloss und die Arbeitszeit auf bis zu 14 Stunden verlängerte.
Der Begriff „totaler Krieg“ wurde auch Teil der psychologischen Kriegsführung. So werden allgemein im Militärwesen und der Kriegsführung Methoden und Maßnahmen zur Beeinflussung des Verhaltens und der Einstellungen von gegnerischen Streitkräften sowie fremder Zivilbevölkerungen im Rahmen oder im Vorfeld militärischer Operationen bezeichnet.